# Giuseppe Pinelli
Giuseppe Pinelli, conegut com a Pino, (Milà, 21 d'octubre de 1928 – Milà, 15 de desembre de 1969) va ser un ferroviari italià, activista anarquista i esperantista, que va morir en circumstàncies no aclarides mentre estava sota vigilància policial.
L'any 1969, Pinelli va ser detingut com a sospitós d’un atemptat amb bomba en un banc de Milà, en el qual van morir setze persones. Estant detingut, Pinelli va caure des d'una finestra del quart pis de l'estació central de policia de Milà i va morir. La seva mort va ser oficialment atribuïda a un desmai. Les principals evidències amb relació a l’atemptat, evidències que la policia va ignorar, assenyalaren grups d'extrema dreta com a autors principals dels fets, els quals haurien actuat amb el suport actiu dels serveis secrets italians. La implicació de Pinelli mai es va poder demostrar. La seva mort va provocar nombroses reaccions entre els moviments estudiantils i obrers de l’època i, des d'aleshores, cada any s'organitzen a Milà diverses manifestacions en memòria seva.
El record de Pinelli esdevingué un símbol de l'oposició al poder i contra la violència policial i, també, font d'inspiració pel món de l'art i la cultura. Així, es van crear cançons dedicades a la seva persona, com ara, La Ballatta del Pinelli, composta per G. Barozzi, F. Lazzarini i U. Zavanella; pintures com I Funerali dell’anarchico Pinelli d'Enrico Baj; obres de teatre com Mort accidental d’un anarquista de Dario Fo, etc. El documental Pino. Vita accidentale di un anarchico (2020), de Claudia Cipriani, presenta la cara més humana i familiar de Pinelli.
A la dècada dels cinquanta, Pinelli va aprendre esperanto i va ser un membre destacat del Club d'Esperanto de Milà, on va conèixer la també esperantista Licia Rognini, qui després es convertiria en la seva dona.